# Carl von Helldorff
Carl Heinrich von Helldorff, auch Karl von Helldorff, (* 22. Februar 1804 in Merseburg, Kurfürstentum Sachsen; † 7. Juli 1860 in St. Ulrich, Provinz Sachsen) war preußischer Verwaltungsbeamter, Kammerherr und Parlamentarier.

## Leben
Carl von Helldorf stammte aus der Adelsfamilie von Helldorff auf St. Ulrich und war der Sohn des sächsischen Stiftshauptmanns Ferdinand Heinrich von Helldorff (1764–1815) und der Sophie Gräfin von Hohenthal (1777–1856). Sein älterer Bruder war der Landrat Heinrich von Helldorff (Politiker, 1799). Er studierte an der Universität Leipzig und wurde dort 1823 Mitglied des Corps Saxonia Leipzig.
1844 wurde er Landrat des Kreises Querfurt im Regierungsbezirk Merseburg der preußischen Provinz Sachsen und Nachfolger von Heinrich Ernst Graf von der Schulenburg-Heßler. Dieses Amt übte er bis 1856/57 aus. Helldorf war Mitglied des Provinziallandtags der Provinz Sachsen. 1847 gehörte er dem Vereinigten Landtag an. Von 1852 bis 1855 saß er als Abgeordneter des Wahlkreises Merseburg 6 im Preußischen Abgeordnetenhaus. Er gehörte der Fraktion von Arnim an. Am 28. Februar 1855 legte er sein Mandat nieder. Von 1855 bis zu seinem Tod 1866 war er Mitglied des Preußischen Herrenhauses.
Er war Herr auf St. Ulrich, Stöbnitz, Oechlitz, Gröst und erwarb 1859 das Rittergut Zingst.

## Familie
1829 heiratete er in Weimar Pauline Freiin Spiegel von und zu Peckelsheim († 5. Mai 1874). Aus dieser Ehe ging der Sohn Roderich von Helldorff (1848–1913) hervor. Die Tochter Melanie Henriette Emilie Friederike (* 28. Juni 1835 in St. Ulrich; † 26. April 1917 in Hannover) heiratete am 30. Juni 1863 in St. Ulrich Ernst Wilhelm August von der Schulenburg-Wolfsburg (* 3. Juli 1832 in Braunschweig; † 23. März 1878 in Berlin), einen Sohn von Werner von der Schulenburg-Wolfsburg.